# 레지옹 도뇌르 훈장

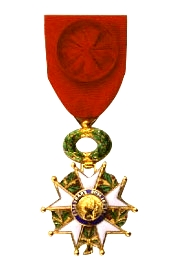
오피시에(Officier)등급의 레지옹 도뇌르 훈장

레지옹 도뇌르 훈장(프랑스어: Ordre national de la Légion d’honneur)은 나폴레옹이 1802년에 제정한 훈장으로서 프랑스의 훈장 중 가장 명예로운 것으로, 한국어로는 명예 군단 훈장이다.
나폴레옹 보나파르트가 1802년 5월 19일에 루이 14세의 생루이 훈장(프랑스어: Ordre royal et militaire de Saint-Louis)을 수정하여 만든 것으로 프랑스의 정치∙경제∙문화 등의 발전에 공적이 있는 사람에게 수여하는 최고 권위의 훈장이다. 예의와 격식을 중시하는 프랑스에서 레지옹 도뇌르 훈장을 받는다는 것은 비할 데 없는 영예로, 훈장 수훈자는 각종 국가적 행사에서 특별한 예우를 받는다.
당초 레지옹 도뇌르는 그랑도피시에(Grand Officier·대장군) 코망되르 Commandeur·사령관) 오피시에(Officier·장교) 슈발리에(Chevalier·기사) 등 4개 등급이었다. 하지만 황제에 오른 나폴레옹은 그랑크루아(Grand Croix·대십자)라는 최고 등급을 새로 추가했다.
나폴레옹은 즉위 직후 군대의 원수와 병사들은 물론 의회 법원 교회 등 국가기구 신하들에게서 충성서약을 받은 뒤 일제히 그랑크루아를 수여했다. 이미 ‘영광의 문장’을 받은 병사 2000여 명의 훈격(勳格)을 모두 레지옹 도뇌르 급으로 높여 주기도 했다.
나폴레옹 재임 중 레지옹 도뇌르는 대부분의 군인에게 돌아갔지만 학자나 화가 음악가 작가에게도 수여됐다. 외국인 중엔 독일의 문호 괴테도 끼어 있었다. 왕정복고기에도 레지옹 도뇌르는 살아남았고, 루이 필립 왕 때에 이르러 유일한 훈장이 됐다.
레지옹 도뇌르는 그 명성을 유지하기 위해 등급별로 최대 숫자(쿼터)가 정해져 있다. 다만 외국인은 쿼터에 포함되지 않으며 제1, 2차 세계대전 참전용사에 대한 집단적 서훈은 별도로 관리된다.
이 훈장의 모토는 명예와 조국이다.
대한민국에서는 에어버스 A300의 도입을 통해 에어버스의 유럽 외 지역 판로를 열게 해 준 공로의 뜻으로 대한항공의 故 조중훈 회장이 2등급인 그랑도피시에를 받았다.
그랑도피시에는 국가 원수를 제외한 외국인이 받을 수 있는 최고 등급의 훈장이다. 또한 조중훈 회장의 장남인 故 조양호 전 한진그룹 회장도 '한-불 최고경영자 클럽' 한국측 회장 및 '2015-2016 한-불 상호교류의 해' 한국측 조직위원장으로 활동하며 경제ㆍ문화 등 다양한 분야에서 한불 우호관계 증진에 기여한 공로로 그랑도피시에를 받았으며 2대에 걸쳐 한국인 중 최고 등급의 수훈자가 되는 영예를 안았다.

## 등급
이 훈장은 아래와 같이 5가지 등급으로 나뉜다.
레지옹 도뇌르는 첫 등급인 슈발리에(기사)에서 시작해 오피시에(장교), 코망되르(사령관), 그랑도피시에(대장군), 그랑크루아(대십자)로 격이 점점 높아진다.
처음부터 그랑도피시에나 그랑크루아 등 높은 등급을 받는 경우는 드물고, 처음에 슈발리에를 받고 일정 기간이 지나야 오피시에를 받는 식으로 단계적으로 등급이 올라가는 체계다.
예컨대 슈발리에→오피시에는 8년, 오피시에→코망되르 5년, 코망되르→그랑도피시에 3년 등 최소 요구 기간이 있다.
- 1등급: 레지옹 도뇌르 그랑크루아(Légion d'Honneur Grand-Croix) - 최대 75명
- 2등급: 레지옹 도뇌르 그랑도피시에(Légion d'Honneur Grand Officier) - 최대 250명
- 3등급: 레지옹 도뇌르 코망되르(Légion d'Honneur Commandeur) - 최대 1,250명
- 4등급: 레지옹 도뇌르 오피시에(Légion d'Honneur Officier) - 최대 10,000명
- 5등급: 레지옹 도뇌르 슈발리에(Légion d'Honneur Chevalier) - 최대 125,000명

## 등급별 휘장
- Three ranks :

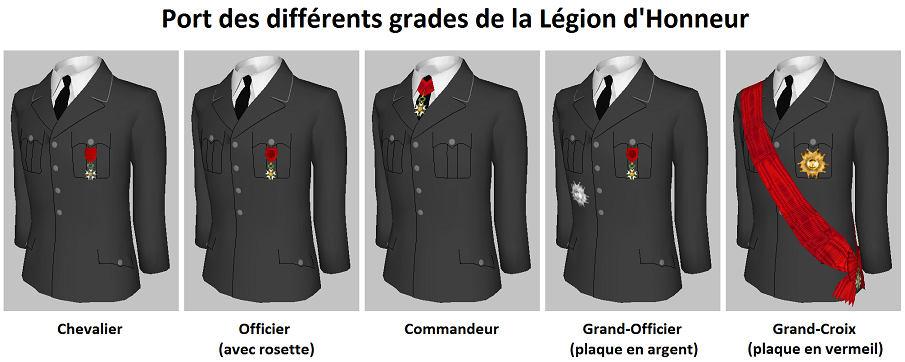
5개 등급에 따른 각각의 배지(휘장/Gentlemen) : 1 – Chevalier; 2 – Officier; 3 – Commandeur; 4 – Grand Officier; 5 – Grand Croix.

  - Chevalier (기사): 왼쪽 가슴에 소수 착용
  - Officier (장교): 왼쪽 가슴에 장미꼴 수로 소수 착용
  - Commandeur (사령관): 목에 중수 착용

- Two dignities :
  - Grand Officier (대장군): 왼쪽 가슴에 소수 및 오른쪽 가슴에 부장 부착
  - Grand-Croix (대십자) 최고 등급으로, 오른 어깨에 대수 착용 및 왼쪽 가슴에 부장 부착

## 프랑스 대통령 취임식
2007년 5월 16일 니콜라 사르코지 대통령은 엘리제 궁에서 자크 시라크 전임 대통령으로부터 핵무기 코드를 넘겨받았다. 전임 대통령을 환송하고, 신임 대통령은 헌법위원장의 선거 결과를 공식 발표한 뒤 레지옹 도뇌르 그랑크루아 훈장을 받고 10여분간의 취임 연설을 하였다.

## 같이 보기
- 레지옹 도뇌르 훈장 수훈자 명단
- 훈장
- 무궁화대훈장 - 대한민국의 최고 훈장이다.
- 가터 훈장 - 영국의 최고 훈장.
- 대영 제국 훈장 - 영국의 훈장.
- 명예 훈장 - 미국의 최고 무공훈장. 레지옹 도뇌르 훈장(군인 부문)은 프랑스의 최고 무공훈장이다.
- 태극무공훈장 - 대한민국의 최고 무공훈장.